# タカネナナカマド
タカネナナカマド（高嶺七竃、学名: Sorbus sambucifolia）はバラ科ナナカマド属の落葉低木。高山植物。個体数は少ない。

## 特徴
落葉広葉樹の低木。樹高は1 - 2メートル (m) になる。今年生の若い枝には淡褐色の皮目があり、白色の軟毛が散生する。托葉があるが早く落ちる。葉は互生し、長さ9 - 20センチメートル (cm) の奇数羽状複葉で、うち葉柄は長さ2 - 3 cmある。小葉は7 - 11個つき、狭卵形で、長さ4 - 6 cm、幅1 - 2.5 cm、先端は鋭くとがり、基部は鈍形になり、縁には全体に鋭鋸歯がある。葉の表面に光沢があり、裏面は淡緑色で側脈が目立ち、側脈は縁の鋸歯に達する。秋には紅葉し、橙色から赤色に染まるが、しばしば黄色くなる個体もある。
花期は6 - 7月。枝先に複散房花序を斜上またはやや下向きにだし、白色でやや紅色を帯びた花を10数個つける。萼は杯状で萼筒の長さ3 - 4.5ミリメートル (mm) 。花弁は長さ4 - 6 mmになり、ほぼ円形で直立または斜上し、5枚。雄蕊は15 - 20個、花柱は5個あり子房は中部以下で合着する。果期は9 - 10月。果実はナシ状果で長さ12 - 20 mm、幅10 - 16 mmの楕円形になり、赤く熟し、下垂する。果実に皮目はなく、ふつう頂部に萼裂片が直立して残る。種子は長さ4 - 5 mm、幅2 mmの卵状楕円形になる。

## 分布と生育環境
日本では、北海道、本州の中部地方以北に分布し、亜高山から高山の林縁や低木林に生育する。世界では、千島、樺太、カムチャツカ、朝鮮、沿海州に分布する。

## ギャラリー
- 花序
- 果実

## 下位分類
- ミヤマナナカマド Sorbus sambucifolia (Cham. et Schltdl.) M.Roem. var. pseudogracilis C.K.Schneid. -全体にやや小型で果実も小さい変種。果序は下垂しない。分布域は基本種と同じ。